# Dactylomys
Dactylomys (I. Geoffroy, 1838) è un genere di roditori della famiglia degli Echimiidi.

## Descrizione

### Dimensioni
Al genere Dactylomys appartengono roditori di grandi dimensioni, con lunghezza della testa e del corpo tra 240 e 315 mm, la lunghezza della coda tra 400 e 430 mm e un peso fino a 700 g.

### Caratteristiche craniche e dentarie
Il cranio presenta un rostro corto e largo, la regione inter-orbitale è ampia, con i margini rialzati che si estendono posteriormente. il palato è stretto, i fori sono piccoli. I denti masticatori hanno la corona bassa, hanno quattro radici e sono notevolmente larghi.
Sono caratterizzati dalla seguente formula dentaria:

### Aspetto
La pelliccia può essere lunga e soffice oppure più ruvida e cosparsa di peli spinosi, le parti dorsali variano dal giallastro all'olivastro mentre le parti ventrali sono bianche. Il muso è allungato, le orecchie sono piccole. I piedi hanno le dita centrali allungate, tutte fornite di unghie appuntite, e il quinto dito ben separato dagli altri e parzialmente opponibile. La coda è più lunga della testa e del corpo, è priva di peli e rivestita di grosse scaglie eccetto che in D.peruanus dove termina con un ciuffo di peli scuri. 

## Distribuzione
Si tratta di roditori arboricoli diffusi nel bacino amazzonico e nelle regioni andine del Perù e della Bolivia.

## Tassonomia
Il genere comprende 3 specie.
- La coda è priva di peli, la pelliccia è ruvida.
  - Dactylomys boliviensis
  - Dactylomys dactylinus
- La pelliccia è lunga, soffice e densa, la coda presenta un ciuffo di peli all'estremità.
  - Dactylomys peruanus